# Эбуло
Эбуло́ (фр. Ébouleau) — коммуна во Франции, находится в регионе Пикардия. Департамент коммуны — Эна. Входит в состав кантона Гиньикур. Округ коммуны — Лан.
Код INSEE коммуны — 02274.

## Население
Население коммуны на 2010 год составляло 206 человек.
| 1962 | 1968 | 1975 | 1982 | 1990 | 1999 | 2010 |
| ---- | ---- | ---- | ---- | ---- | ---- | ---- |
| 208  | 221  | 177  | 204  | 209  | 203  | 206  |

## Экономика
В 2010 году среди 143 человек трудоспособного возраста (15—64 лет) 105 были экономически активными, 38 — неактивными (показатель активности — 73,4 %, в 1999 году было 66,7 %). Из 105 активных жителей работали 86 человек (49 мужчин и 37 женщин), безработных было 19 (10 мужчин и 9 женщин). Среди 38 неактивных 13 человек были учениками или студентами, 12 — пенсионерами, 13 были неактивными по другим причинам.